# Andreas Rickenbacher
Andreas Rickenbacher, né le 6 février 1968 à Bienne, est une personnalité politique suisse, membre du Parti socialiste.

## Biographie
Après avoir suivi ses études à Jens, Nidau et Bienne, il étudie l'économie à l'université de Saint-Gall puis la science politique à l'université de Berne jusqu'en 1996, tout en travaillant comme assistant. Il est ensuite nommé responsable de projet dans la recherche sociale jusqu'en 1998. Il est ensuite consultant en entreprises puis créé, en 2004, sa propre entreprise de conseil en marketing et communication.
Sur le plan politique, il est élu au Grand Conseil du canton de Berne dès 1994 ; à ce poste, il est en particulier dès 2000 membre de la commission des Finances et président du groupe socialiste. Le 9 avril 2006, il est élu au Conseil exécutif bernois où il prend la direction du Département de l'économie publique.

## Sources
- « Andreas Rickenbacher - Directeur de l'économie publique », sur be.ch (consulté le 29 mars 2010)
- (de) Site personnel

- (de) Cet article est partiellement ou en totalité issu de l’article de Wikipédia en allemand intitulé « Andreas Rickenbacher » (voir la liste des auteurs).